# Orlando da Fonseca Rangel
Orlando da Fonseca Rangel (São Gonçalo, 29 de fevereiro de 1868 – Rio de Janeiro, 20 de dezembro de 1934) foi um farmacêutico brasileiro.
Foi eleito membro da Academia Nacional de Medicina em 1895.